# Rabina II.
Rawina II. bar Huna (auch: Rabina II. oder Abina II.; gest. vermutlich im Jahr 499) war ein Amoräer der 7. Generation in Babylonien.
Er gilt zusammen mit Rav Aschi als Endredaktor des babylonischen Talmuds und Schlussredaktor (sof hora'a genannt, gemeinsam mit Jose), war einer der letzten (wenn nicht der letzte) Amoräer, Schulhaupt in Sura 470-499, Neffe des Rabina I.